# Santo Inácio
Santo Inácio es  una localidad y municipio brasileño en el extremo norte del  estado de Paraná. Su población  estimada en 2004 era de 5.021 habitantes.
Se destaca porque su emplazamiento actual es casi inmediato al del primer emplazamiento de la reducción llamada San Ignacio Miní (es decir, el actual ejido de Santo Inácio corresponde en gran parte a la llamada San Ignacio Miní I). El nombre le fue dado en homenaje al célebre fundador de la orden de los jesuitas (o Compañía de Jesús) Ignacio de Loyola.

## Ubicación
Se halla en el extremo centro norte del estado de Paraná, casi en la desembocadura del río Santo Inácio en el río Paranapanema y en las coordenadas 22°41′52″S 51°47′38″O / -22.69778, -51.79389 .

## Historia
El municipio de Santo Inácio se ubica en un solar donde a inicios de la segunda mitad del siglo XVI los misioneros jesuitas por orden del rey de España iniciaron la llamada evangelización de La Guayrá, principalmente en las cuencas de los ríos Paranapanema, Ivaí, Piquirí y Paraná, zona entonces integrante de la provincia española del Paraguay.
Entre las trece reducciones jesuíticas de la Guayrá (en la cual ya existían  desde 1554 las poblaciones oficiales españolas de Ontiveros, Ciudad Real del Guayrá, y  Villa Rica del Espíritu Santo) y San Ignacio Guazú que se allaba a orillas del paraná, ya desde 1610 se encontraba la reducción o pueblo misional de San Ignacio Miní (San Ignacio Chico) localizada en la zona llamada entonces como Itambaracá en la orilla izquierda del río de San Ignacio a poca distancia de su desembocadura en el río Paranapanema, próxima a San Ignacio Miní, una veintena de kilómetros al este se fundó también la reducción de  Nuestra Señora de Loreto del Pirapó, que fue la capital de las Misiones Jesuíticas del Guayrá, Nuestra Señora de Loreto del Pirapó fue fundada en 1610, junto a la desembocadura del río Pirapó en el Paranapanema.
La fundación de San Ignacio Miní I en 1612 en la zona llamada Itambaracá o Ipaumburú, cuya población nativa estaba al mando del cacique Miguel Atiguayé, correspondió al padre Lorenzo de Lorenzoni o Lorenzani y sus líderes fueron los también jesuitas Cataldino y Martín Xavier Urtaner (o Martín Javier Urtaner) . San Ignacio Miní I se desarrolló extraordinariamente en poco tiempo superando a San Ignacio Guazú, motivo por el cual los indígenas de la nación Tucuti prefirieron dirigir sus malones hacia San Ignacio Miní.

En 1618 cuando el administrador español Don Hernández visitó a su cuñado y administrador de esta misión, el Padre Mario, encontró a San Ignacio Miní (I) en franca expansión, disponiendo una población estimada en más de cien mil habitantes (casi todos ellos de etnia guaraní o guaranizados) mientras que San Ignacio Guazú (San Ignacio Mayor) contaba con quince mil habitantes.
Ante los ataques lusobrasileños y tupíes, en el año 1628 Antonio Ruiz de Montoya  realizó una gran hazaña al lograr que más de doce mil guaraníes atravesaran cerca de mil kilómetros, desde la Guayrá (ahora en el sur de Brasil) hasta Misiones en la Argentina, para protegerlos de los bandeirantes quienes empezaron a esclavizar a los nativos para venderlos en las haciendas. Más de tres mil canoas transporaron a los refugiados guiados por el padre Antonio Ruiz de Montoya. La mayoría de estas canoas naufragó en las cascadas y rápidos del río Paranapanema. Tras el penoso  viaje y luego de graves penurias llegaron los refugiados -sólo unas 4.000 personas- a las zonas del Paraná Medio a orillas del río  Yabebiry  (actual provincia argentina de Misiones)  donde fueron refundadas San Ignacio Miní (San Ignacio Mini II) y Loreto (Nuestra Señora de Loreto II), desde allí muchos de los refugiados fueron redistribuidos en las estancias de la región de Los Tapés (actualmente el oeste de Río Grande del Sur). 

### Historia del municipio brasileño
hacia el año 1924, Manuel Firmino de Almeida, ingeniero civil, oriundo de Bahia rquirió y obtuvo del Gobierno del Estado del Paraná la concesión  de una "gleba" (parcela) de 50.000 hectáreas de tierras devolvibles al estado, en tal gleba se encontraban las ruinas de San Ignacio Miní I.

Los trabajos de agrimensura, demarcación y relevamiento topográfico fueron efectuados por el mismo Almeida que dio al patrimonio recibido la denominación de  Colônia Zacarias de Góis, en homenaje al primer presidente de la Provincia del Paraná el también bahiano Zacarias de Góis e Vasconcelos.

Desde la región de la Alta Sorocabana, en el estado de São Paulo llegaron los pioneros: Ovídio Pereira da Silva, Pedro Pinto de Andrade, João Ferreira Pinto, Max Hermann, Osvaldo Rocha Freitas Neiva, Aroldo Rocha Freitas Neiva y otros muchos que sería imposible elencar en este bosquejo histórico.

Conforme a los términos del contrato de concesión firmado entre el Gobierno del Paraná y Manuel Firmino de Almeida, surgió el  poblado de Santo Inácio, denominación dada por su fundador en obvia alusión a la precedente localidad hispanomisionera de San ignacio Miní I .
Paralelamente al desmonte y desmalezamiento del fertilísimo suelo de tierra roja fueron surgiendo cafetales, pasturas y diversos cultivos de cereales que dieron prosperidad a los habitantes.

Con el desmembramiento del municipio de Sertanópolis  em 1948, al cual pertenecía anteriormente, quedó la nueva colonia subordinada al municipio y comarca de Jaguapitã,entonces  recientemente creada siendo el poblado de Santo Inácio, durante ese mismo acto, elevado a la categoría de villa y distrito, con el nombre  de Distrito da Redução de Santo Inácio.
Por la ley estadual N° 790 del 14 de diciembre de 1951 el poblado y su distrito fue elevado a municipio con la denominación actual, efectivizándose tal decreto el 14 de diciembre de 1952.